# Năeni
Năeni è un comune della Romania di 1 891 abitanti, ubicato nel distretto di Buzău, nella regione storica della Muntenia.
Il comune è formato dall'unione di 5 villaggi: Fîntînele, Fințești, Năeni, Proșca, Vîrf.